# 정호연
정호연(鄭好娟, 1994년 6월 23일 ~ )은 대한민국의 모델, 배우이다. 경연 프로그램 《도전! 수퍼모델 코리아》를 통해 이름을 알리기 시작했다. 넷플릭스 드라마 《오징어 게임》을 통해 배우로 데뷔하여 강새벽 역으로 전 세계적으로 이름을 알렸으며, 이를 통해 미국 배우 조합상 드라마 시리즈 여우주연상을 수상했다. 또한, 프라임타임 에미상 극드라마 부문 여우조연상 후보에 오르면서, 대한민국 배우 최초로 해당 부문에 후보로 올랐다.

## 학력
- 혜원여자중학교 졸업
- 혜원여자고등학교 졸업

## 출연 작품

### 드라마
| 연도 | 제목              | 방송사   | 배역   |
| ---- | ----------------- | -------- | ------ |
| 2021 | 《오징어 게임》   | 넷플릭스 | 강새벽 |
| 2024 | 《닭강정》        | 넷플릭스 | 홍차   |
| 2024 | 《디스클레이머》  | 애플 TV+ | 킴     |
| 2024 | 《오징어 게임 2》 | 넷플릭스 | 강새벽 |
| 2025 | 《오징어 게임 3》 | 넷플릭스 | 강새벽 |

### 예능
| 연도 | 제목                                     | 방송사       | 역할     | 비고   |
| ---- | ---------------------------------------- | ------------ | -------- | ------ |
| 2013 | 《무한도전 - 뱀파이어 헌터 2부》         | MBC          | 출연     | EP.315 |
| 2013 | 《도전! 슈퍼모델 코리아 4》              | 온스타일     | 참가자   |        |
| 2014 | 《더 모스트 뷰티풀데이즈》               | MBC 에브리원 | 출연     |        |
| 2015 | 《하우 투 핏》                           | 온스타일     | 출연     |        |
| 2016 | 《매니저 없이 떠나는 여행 시즌2 전주편》 | 웹예능       | 출연     |        |
| 2021 | 《전지적 참견 시점》                     | MBC          | 특별출연 | EP.170 |
| 2021 | 《유퀴즈 온더 블럭》                     | TvN          | 출연     | EP.127 |
| 2024 | 웹예능                                   | 게스트       | EP.42    |        |

### 해외 방송
| 연도 | 제목         | 방송사 | 역할 | 비고                               |
| ---- | ------------ | ------ | ---- | ---------------------------------- |
| 2021 | 더 투나잇 쇼 | NBC    | 출연 | 이정재, 박해수, 위하준과 동반 출연 |

### 뮤직비디오
| 연도 | 가수명   | 곡명        |
| ---- | -------- | ----------- |
| 2014 | 김연우   | MOVE        |
| 2014 | 백퍼센트 | 심장이 뛴다 |

### 광고
- 누오보
- 엠폴햄
- 알바천국
- 시스템
- 에잇세컨즈
- 갤럭시탭
- 리닝
- 메이크업포에버
- 러브캣
- 헤드
- 랩코스메틱
- 루나
- ABC마트
- 한국관광공사
- 럭키슈에뜨
- 아모레퍼시픽
- 지바이게스
- 두타
- 퍼스트룩(아웃도어)
- 아디다스
- 러브캣
- 러브캣비주
- 미미박스 콜라보레이션
- 생럭슈
- 세포라
- 세컨플로어
- 무신사
- 맵탱

## 경력
- 보그
- 엘르
- 바자
- W
- 보그걸
- 로피시엘옴므
- 마리끌레르
- 데이즈드
- 그라치아
- 나일론
- 코스모폴리탄
- 싱글즈

## 수상
- 2013년 《도전 수퍼모델 코리아 4》 3위
- 2015년 한국패션사진가의밤 올해의신인상 수상
- 2021년 제6회 아시아 아티스트 어워즈 U+ 아이돌 Live 인기상
- 2022년 제20회 디렉터스 컷 어워즈 시리즈부문 올해의 여자배우상 (오징어 게임)
- 2022년 미국배우조합상 여우주연상 (오징어 게임)
- 2022년 제1회 청룡 시리즈 어워즈 신인여우상 (오징어 게임)